# Ijora (Lagos)
Ijora est une localité de Lagos d'où part le pont Eko Orumba North de l'état d'Anambra au Nigeria.

## Histoire
Ijora était à l'origine un village marécageux et gorgé d'eau où les habitants venant de l'île de Lagos pouvaient rejoindre leurs maisons à l'aide de canoës. L'établissement d'un terminus ferroviaire à Iddo, une colonie voisine, a renforcé l'importance d'Ijora. En 1919, le gouvernement colonial a commandé un quai à charbon à Ijora pour décharger le charbon à l'usage du chemin de fer nigérian et de la station thermale d'Ijora. En 1923, le gouvernement a construit la station thermale d'Ijora pour produire de l'électricité pour le chemin de fer et les environs proches d'Ijora. Dans les années 1960, l'autorité d'urbanisme de l'État de Lagos et le gouvernement fédéral du Nigéria ont décidé de zoner des étendues de terre dans la zone à des fins industrielles. Le nouveau zonage a conduit à l'assèchement et à la remise en état des terres.
La zone industrielle servait autrefois de base aux entreprises : K Maroun, Incar cars et West African Cold Storage. Le quai d'Ijora servait également de point de déchargement pour les aliments surgelés.

## Quartiers d'Ijora
Les autres quartiers d'Ijora comprennent Ijora Oloye, Ijora-Badia et Ijora Olopa. La majorité de ces endroits sont des bidonvilles. Des membres présumés de Boko Haram ont été arrêtés à Ijora Oloye en 2013 et en 2016.
Ijora-Olopa est un important marché de produits surgelés à Lagos. Le marché aux poissons d'Ajeloro à Ijora Coal Wharf est situé dans ce quartier.
Ijora-Badia est l'une des zones sous-desservies mais à forte densité de Lagos. De nombreux premiers habitants d'Ijora-Badia sont des réinstallés du village d'Oluwole, lorsque le village a été acquis par le gouvernement pour la construction du théâtre national. Depuis la réinstallation, le quartier s'est agrandi avec un grand nombre de personnes vivant à proximité de la voie ferrée.

## Transports
Le pont Eko, également connu comme le deuxième pont continental, part d'Ijora et relie l'île de Lagos. La chaussée d'Ijora est une route majeure vers Apapa Wharf. Alors que l'autoroute Oshodi - Apapa traverse Ijora. Le projet de train léger bleu proposé d'Okokomaiko à Marina a un arrêt près d'Ijora.

## Économie
La création d'une zone industrielle à Ijora a conduit à l'implantation d'industries dans la région. Seven Up Bottling of Nigeria possède une usine dans la région. Ijora est également proche de la zone industrielle d'Iganmu et du terminal d'Iddo.
Cummins West Africa/Cummins Nigeria, une division de Cummins Diesel, a son siège social à Ijora.